# Georg Schäfer (Industrieller)
Georg Schäfer (* 7. September 1896 in Schweinfurt; † 27. Januar 1975 in Erlangen; vollständiger Name Johann Georg Schäfer) war ein deutscher Unternehmer sowie Kunstsammler und -mäzen.

## Leben
1925 erbte Georg Schäfer von seinem gleichnamigen Vater ein Drittel des Unternehmens Erste Automatische Gußstahlkugelfabrik vormals Friedrich Fischer oHG, in dem er bereits seit 1919 tätig war, und das ab 1941 unter FAG Kugelfischer firmierte. Im Alter von 29 Jahren übernahm Schäfer die kaufmännische Leitung, die technische Leitung lag in den Händen seines Schwagers und Mitinhabers Hermann Barthel. Als sich die deutschen Wälzlager-Hersteller 1929 unter Führung der schwedischen SKF zur Vereinigte Kugellagerfabriken AG (VKF) zusammenschlossen, beharrte Georg Schäfer auf der Unabhängigkeit seines Unternehmens. Er nutzte den durch die Wälzlager-Fusion entstandenen Freiraum für einen durch die Kriegsrüstung begünstigten Aufstieg der FAG.
Nach 1933 war er NSDAP-Stadtrat in Schweinfurt und ab 1942 Führer des für die Rüstung wichtigen „Sonderrings Wälzlager“. Seinem jüdischen Verkaufsdirektor Hugo Holzapfel sicherte Schäfer das Überleben.
Hermann Barthel schied nach jahrelangen Konflikten 1939 aus dem Unternehmen aus. Georg Schäfer gelang in gemeinsamer Geschäftsführung mit seinem Halbbruder Otto Schäfer, die Produktion auszuweiten und nach der fast völligen Zerstörung der Werke während der Bombardierung Schweinfurts durch die Alliierten 1943/1944 das Unternehmen erneut aufzubauen. FAG wurde so zu einem der Träger des Wirtschaftswunders der Nachkriegsjahre.

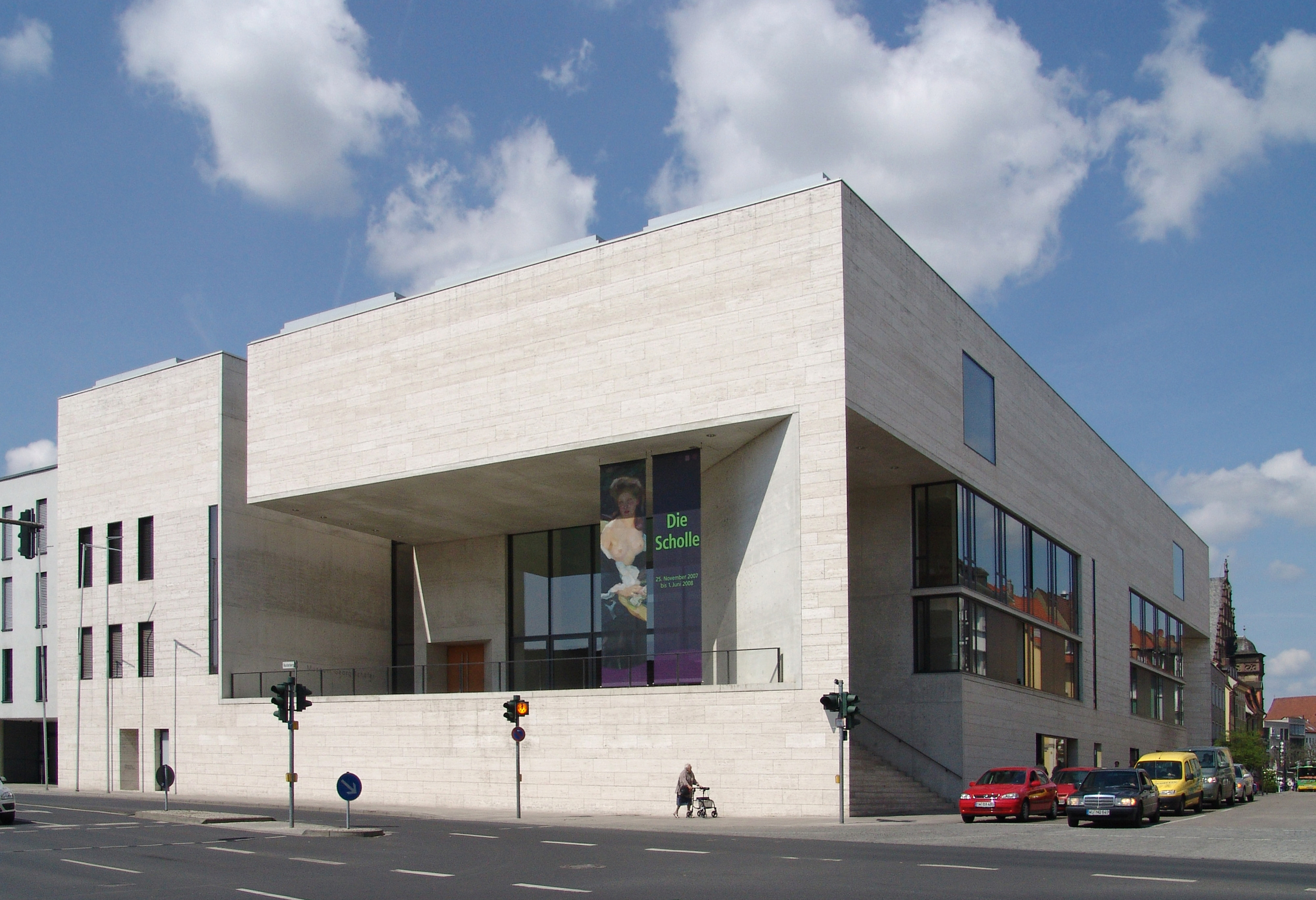
Museum Georg Schäfer
in Schweinfurt

Georg Schäfer trug eine bedeutende Gemäldesammlung zusammen, darin u. a. die weltgrößte Sammlung von Carl Spitzweg. Sie ist in dem im Jahr 2000 eröffneten Museum Georg Schäfer ausgestellt.
Georg Schäfer wurde 1952 mit der Ehrendoktorwürde der Technischen Hochschule München (als Dr.-Ing. E.h.), 1954 mit dem Bayerischen Verdienstorden und 1969 mit dem Großen Verdienstkreuz mit Stern des Verdienstordens der Bundesrepublik Deutschland ausgezeichnet. Seit 1952 war er Ehrenbürger von Schweinfurt, Gerolzhofen, Eltmann und Euerbach. 1958 ernannte der Verein Deutscher Ingenieure (VDI) ihn zu seinem Ehrenmitglied.
Beim Tod von Georg Schäfer hatte der Konzern FAG Kugelfischer knapp 30.000 Beschäftigte.